# Anua camptogramma
Anua camptogramma là một loài bướm đêm trong họ Erebidae.